# Okalenice
Okalenice (deutsch Schönborn) ist ein Ort in der polnischen Gemeinde Trzebiel im Landkreis Żary (Woiwodschaft Lebus), der zum Schulzenamt Marcinów (Merzdorf) gehört.

## Geographie
Der Ort liegt knapp zwei Kilometer südlich des Kirchdorfes Niwica (Zibelle). Vom östlich gelegenen Marcinów (Merzdorf) wird es durch den Schrotbach getrennt. Umgebende Ortschaften sind Łuków (Bogendorf mit Klein Bogendorf) im Nordosten, Karsówka (Mühlbach) und Wierzbięcin (Kochsdorf) im Südwesten und Włostowice (Roßnitz) im Westen.

## Geschichte

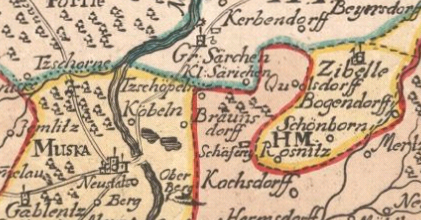
Schönborn und Zibelle als Exklave der Herrschaft Muskau
Ausschnitt aus der Karte von Johann George Schreiber, 1745

### Ortsgeschichte
Nach Robert Pohl war das Dorf ursprünglich eine deutsche Siedlung. Die Besitzer des Rittergutes Schönborn waren über Jahrhunderte hinweg Vasallen der Standesherrschaft Muskau, zu der sie in der zweiten Hälfte des 16. Jahrhunderts stießen. In der Verkaufsurkunde der Herrschaft aus dem Jahr 1597 wird Schönborn als Ritterlehen bezeichnet. Besitzer zu dieser Zeit war möglicherweise die Familie von Rackel, der auch Beinsdorf, Bogendorf und der Anteil Ober-Zibelle gehörten. Durch Heirat kam das Gut an Rudolf von Gersdorff (1633 nachweisbar), dem 1647 Heinrich von Gersdorff als Besitzer von Schönborn und Bogendorf folgte. Später ging Schönborn an die Familie von der Heyde aus Groß Särchen über, für 1709 ist Georg Abraham von der Heyde als Besitzer belegt. Mit Johann Gottfried Tettmeyer (1769) hatte das Gut in der zweiten Hälfte des Jahrhunderts einen bürgerlichen Lehnsträger. Um 1894 befand sich das 193 ha umfassende  Rittergut im Besitz von  Gottlieb Schwarze. In der ersten Hälfte des zwanzigsten Jahrhunderts war ein weiterer Besitzer die Glashüttenfirma Hirsch-Jahnke aus Weißwasser.
Im Jahr 1782 wurde im benachbarten Merzdorf für Merzdorf, Bogendorf und Schönborn eine Schule gegründet und ein Gebäude dafür errichtet.
Nachdem im Zuge des Wiener Kongresses 1815 die Oberlausitz geteilt und der preußische Anteil 1816 einer Verwaltungsreform mit neu gebildeten Landkreisen unterzogen wurde, kamen einige eigentlich schlesisch-saganische Dörfer um Zibelle, so auch Schönborn, mit Rücksicht auf die Standesherrschaft Muskau als Exklaven zum Kreis Rothenburg (Ob. Laus.), die vom Kreis Sorau im Norden und vom Kreis Sagan im Süden umschlossen wurden. Erst als der Kreis Sagan 1932 aufgelöst wurde und dessen westlicher Teil an den Rothenburger Kreis fiel, wurden die bisherigen Exklaven mit dem Kreisgebiet verbunden.
Zum 1. April 1938 wurde der etwas größere Nachbarort Merzdorf b. Priebus (Schlesien), der bis 1932 im Kreis Sagan lag, in Schönborn eingegliedert.
Nach dem Zweiten Weltkrieg lag die Gemeinde östlich der Oder-Neiße-Linie und kam somit an Polen. Unter dem Namen Okalenice und Marcinów wurden Schönborn und Merzdorf Ortsteile der Gemeinde Niwica.
In der 1975 durchgeführten Verwaltungsreform wurde die Gemeinde der Woiwodschaft Grünberg zugeordnet. Nach der Auflösung der Gemeinde Niwica im Jahr 1976 kam Okalenice als Teil des Schulzenamts Marcinów mit den meisten anderen Schulzenämtern zur Gemeinde Trzebiel, die seit einer erneuten Verwaltungsreform 1998/1999 zum wiedererrichteten Landkreis Żary in der Woiwodschaft Lebus gehört.

### Bevölkerungsentwicklung
| Jahr | Einwohner |
| ---- | --------- |
| 1840 | 77        |
| 1910 | 64        |
| 1919 | 58        |
| 1933 | 231       |
| 1939 | 218       |

Im Jahr 1840 lebten in Schönborn 77 evangelische Einwohner in 18 Wohnhäusern. Die Einwohnerzahl fiel bis 1910 auf 64, davon 15 im Gutsbezirk. Neun Jahre später war die Einwohnerzahl des Gutsbezirks zwar auf 18 gestiegen, jedoch die des Ortes auf 40 gefallen, so dass nur noch 58 Einwohner verzeichnet wurden. Zusammen mit Merzdorf, das 1925 noch 199 Einwohner hatte, kam Schönborn 1933 auf 231 und 1939 auf 218 Einwohner.
Nach dem Zweiten Weltkrieg wurde die noch vorhandene deutsche Bevölkerung ausgewiesen und der Ort durch vertriebene Polen aus dem Osten besiedelt.